# Барбитурат
Барбитурати су психофармаколошка средства, позната и као хипнотици, која делују на више психичке процесе и функције. Деле се на врсте са брзим, средњим и дугим деловањем, увек са сличним симптомима: поремећај у процени времена, опадање пажње и будности, лабављење мишићног тонуса, спорије учење и опадање моторичких вештина.
Хронична употреба ствара толеранцију на веће дозе, као и зависност. Уношење прекомерне дозе, када се мешају са алкохолом, може узроковати кому и смрт.